# Thrakergrab von Alexandrowo

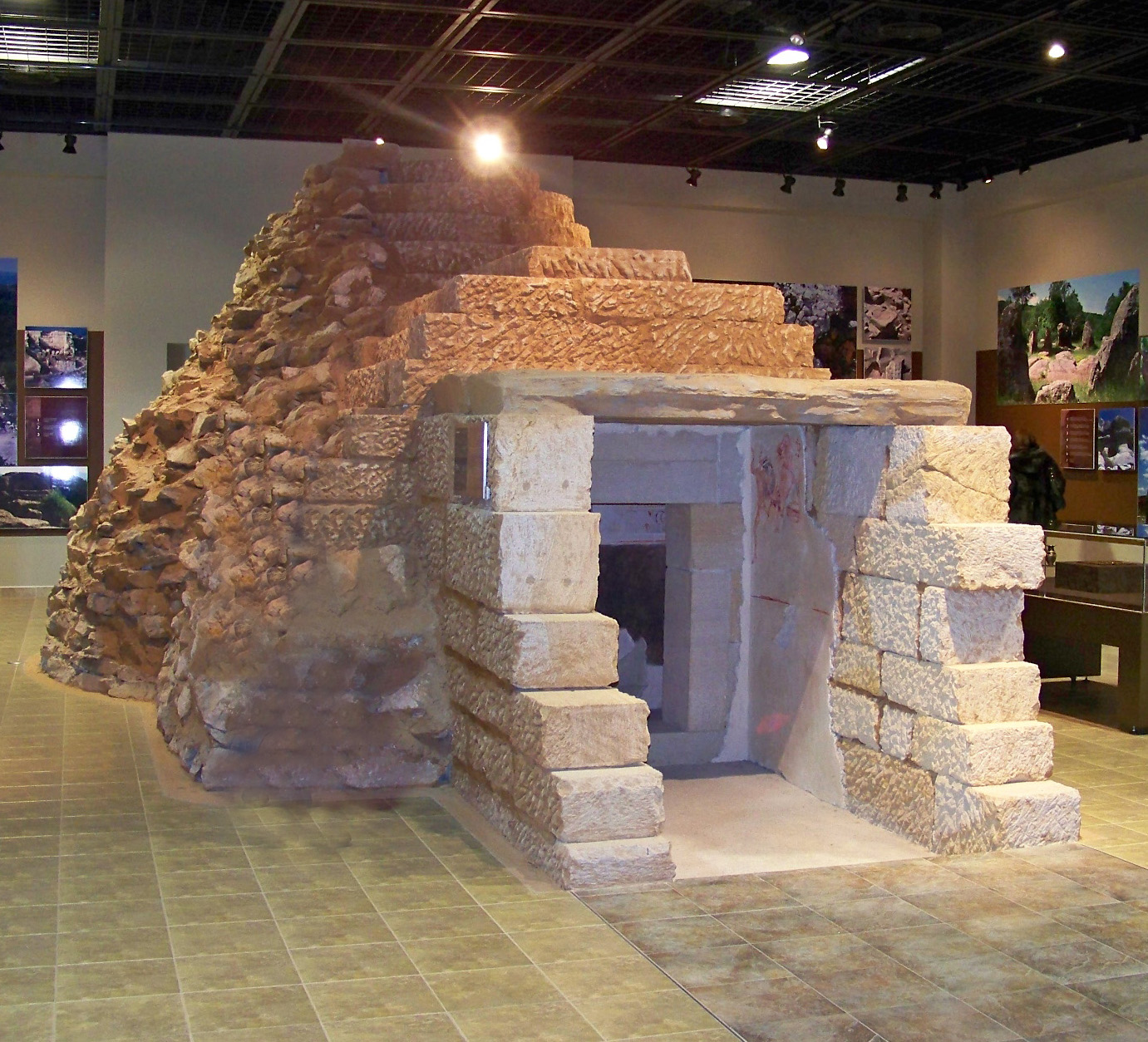
Thrakergrab, Nachbildung im neuen Museum

Das Thrakergrab von Alexandrowo ist ein Hügelgrab mit Wandmalereien in der Nähe des Dorfes Alexandrowo 

im Südosten Bulgariens im Bezirk Chaskowo. Es stammt aus dem Anfang des 4. Jahrhunderts v. Chr. und wurde im Dezember 2000 zufällig bei Erdbauarbeiten entdeckt.

## Lage
Das Dorf Alexandrowo (ehemaliger Name Korudzhievo) liegt 19 km nordöstlich von Chaskowo, Bulgarien. Es befindet sich in einer hügeligen Gegend, 4 km südlich vom Fluss Mariza. In der Gemeindeflur von Alexandrowo gibt es viele archäologische Denkmäler aus verschiedenen Epochen.
1,25 km südlich vom Dorfrand erhebt sich die Anhöhe „Hasara“ („die Festung von Korudzhievo“), ihr höchster Punkt liegt 312,7 m über dem Meeresspiegel. Hier sind Überreste einer antiken und mittelalterlichen Festung zu erkennen. Die Keramik, die in den Ausgrabungen der Schatzgräber zu entdecken ist, stammt aus dem 2.–4. und dem 9.–14. Jahrhundert. Der Bestand des Chaskower Museums verfügt über eine Bronzemünze von Kaiser Johannes Tzimiskes (969–976) und einen nicht entzifferten Stempel aus Blei. Die entdeckten Mauern sind aus gebrochenen Steinen aufgebaut und sind durch roten und weißen Mörtel zusammengefügt. Es sind auch einzelne Keramikfragmente aus der Späteisenepoche zu entdecken.
Eine weit verbreitete Legende, basierend auf „authentischen Notizen“, die über den auf der Anhöhe verborgenen Schatz des Anführers Emin Agha erzählt, machte die Anhöhe seit Ende des 14. Jahrhunderts bis heute zum Objekt zahlreicher Schatzgräbereinfälle. In den 1960er Jahren sind die Überreste der Festung fast völlig mit einer Planierraupe vernichtet worden. Überall ist die Umgebung von „Hasara“ mit thrakischen Grabhügeln bedeckt. Ihre Gesamtanzahl wird zurzeit mit 21 angegeben. Die meisten sind in verschiedenem Maße durch die Schatzgräbereinfälle beschädigt, einige sind sogar vernichtet.
1,9 km südöstlich von „Hasara“, in der Gegend „Sadlazha“ – in der Gemeindeflur des Dorfes Poljanowo, sind vier Grabhügel erhalten geblieben. Im Frühling 2001 vernichteten die Schatzgräber in einem von ihnen ein thrakisches Grab. Der Grabhügel, der von der hiesigen Bevölkerung „Sadlazhka Tschuka“ genannt wird, hat einen Durchmesser von 35 m und ist 6 m hoch. Die Gruft ist von Kalksteinquadern mit trockener Fuge aufgebaut worden. Die Grabkammer hat einen rechteckigen Umriss mit Ausmaßen 2,11 × 2,60 m und eine Höhe von 2 m. Die Dachkonstruktion ist ein falsches Dreieckgewölbe, das aus trapezförmigen Quadern aufgebaut worden ist. Das Grab hat keine plastische oder malerische Verzierung. Die in der von den Schatzgräbern ausgegrabenen Erde entdeckten Keramikfragmente und der Charakter des Grabaufbaus zeugen davon, dass das Grab aus dem 4. Jahrhundert v. Chr. stammt.
Im Herbst 2000 erforschte ein Team von Wissenschaftlern unter der Leitung des Archäologen Georgi Kitow (1943–2008) etwa 700 m südöstlich von „Hasara“ einen Grabhügel, der aus drei Grabhügeln besteht, die auf die Trasse der zukünftigen Autobahn „Maritsa“ geraten. In ihnen sind Gräber aus der Früheisenzeit (8.–6. Jahrhundert v. Chr.) entdeckt worden. Im Mittelalter (12.–14. Jahrhundert) wurden in einen Grabhügel 15 Begräbnisse vorgenommen, die meisten wurden beim Pflügen vernichtet. In ihnen wurden Armreife aus Glas und Bronze sowie Teile anderer Grabbeigaben entdeckt.
1926 veröffentlichte Iwan Welkow einige Gegenstände, die von Schatzgräbern in der Gegend „Sosludscha“, in der Gemeindeflur des Dorfes Ferdinandowo (heute: Poljanowo) im Grabhügel entdeckt worden waren und die aus dem 4. Jahrhundert stammen. Der oben angeführte Ortsname ist in den Erinnerungen der Bevölkerung ausgelöscht, aber da der Autor erwähnt, dass er sich „in der Nähe der Gegend „Hasara“ befindet“, gibt diese Tatsache den Grund anzunehmen, dass die Gegenstände in einem der oben aufgezählten Grabhügel entdeckt worden sind. Nach Angaben des Autors gibt es in der Nähe einen zweiten Grabhügel, in dessen Aufschüttung Mauern zu sehen sind.
Rund 90 m östlich von diesem Grabhügel entfernt, im Wald am Hang, liegt ein zweiter, wesentlich kleinerer Grabhügel, auf dem mehrere Schatzgräberausgrabungen stattfanden. An der Stelle des zukünftigen Museenzentrums, etwa 300 m nördlich von „Roschavata tschuka“ (Der zerzauste Gipfelfelsen), trifft das Arbeitsteam von Georgi Kitow während Bohrausgrabungen auf einen Grab von der Späteisenzeit, in dem die Begrabung in einem Keramiksarkophag verrichtet worden ist.

## Entdeckung
Am 17. Dezember 2000 erblickte das Archäologenteam, geleitet von Georgi Kitow, frisch ausgeschaufelte Erde auf dem Grabhügel „Roschawata tschuka“ nahe dem Dorf Alexandrowo. Die Archäologen reagierten sofort professionell und nach der Besichtigung machte das Team eine der größten Entdeckungen der bulgarischen Archäologie. Die Wissenschaftler gerieten in ein thrakisches Grab mit gut erhaltenen Wandmalereien, nachdem sie durch die Schatzgräberöffnung eingedrungen waren. Schon nach der ersten Untersuchung wurde klar, dass die malerische Verzierung einzigartig ist und mit bisherigen ähnlichen Entdeckungen nicht zu vergleichen ist.
Beeindruckend ist auch die Architektur des Grabes, die der Größe nach mit den größten Grüften in dieser Region zu vergleichen ist.
„Roschawata tschuka“ liegt in der Nähe des westlichen Randgebiets des Dorfes, am östlichen Fuße des „Assara“-Massivs. Der Grabhügel ist etwa 15 m hoch und hat einen Durchmesser von 70 m.

## Aufbau
Der Korridor des Grabes ist etwa 15 m lang und verläuft in Ost-West-Richtung. Der Eingang, dessen Fassade schon in der Antike zerstört wurde, ist östlich gelegen, etwa 10 m von der Peripherie des Grabhügels entfernt. Er ist aus Steinquadern verschiedener Größe gebaut, ohne Verbindung dazwischen. Die Höhe bei dem Eingang östlich ist 2,25 m, und am Ende westlich – 1,8 m. Die Breite des Korridors ist auch unterschiedlich – von 1,17 m bis 1,25 m. Der Belag ist flach und aus grob bearbeiteten Steinplatten.
Durch den Korridor geht man in eine rechteckige Kammer – 1,92 × 1,5 m groß, länglich in Nord-Süd-Richtung. Die Dachkonstruktion ist trapezförmig. Der Durchgang zwischen dem Korridor und der Vorhalle ist rechteckig, 1,20 m hoch und 0,70 m breit.
Durch den Eingang, der fast dieselbe Größe hat, geht man in die runde Kammer. Ihr Durchmesser im unteren Teil ist 3,30 m und die Höhe ist 3,40 m. Der Gewölbeansatz ist glockenförmig, die Verengung beginnt gleich vom Boden. An der südlichen Peripherie liegt ein Ritualbett, gebaut aus Steinblöcken. Bei der Entdeckung des Grabes war es schon zerstört und die Teile lagen auf dem Kammerboden verteilt. An den engen Seiten nach Osten und Westen gab es „Steinkissen“, ähnlich wie im Grab von Mesek. Die erhaltenen Putzspuren auf einigen Steinen sprechen für eine malerische Bettverzierung, die durch die Schatzgräber vernichtet worden war.
Der Durchgang zwischen der runden und der rechteckigen Kammer war durch eine zweiflügelige steinerne Tür geschlossen, die durch einen der zahlreichen Einbrüche der Schatzgräber zerstört worden ist. Der eine Flügel ist erhalten am Dromosgrund entdeckt worden und der andere – zerbrochen – im Korridor und in der runden Kammer. An den Flügeln sind Rotputzspuren zu sehen. Die Tür hatte einen komplizierten Schlüsselmechanismus, von dem ein Bronzering erhalten ist.
Die runde und die rechteckige Kammer sind aus gutbearbeiteten Steinblöcken ohne Verbindung gebaut, mit rustizierten Vorderseiten, die verputzt und bemalt wurden. Das spricht für mindestens zwei Zeiträume, in denen das Werk benutzt wurde. Dafür sprechen auch die entdeckten zwei Bodenstufen in der runden Kammer – die erste aus Steinblöcken, und die zweite aus gestampftem Lehm.
Der grobe Korridorbau, sowie die partielle Malerei nur im westlichen Teil – vor dem Vorraum, kontrastiert mit der präzisen Bautechnik, die bei den beiden Kammern angewandt worden ist. Sogar der Putz, auf dem die malerische Schicht im Dromos aufgetragen wurde, ist im westlichen Teil nicht senkrecht gerade gemacht, sondern wellenförmig abgeschrägt, und macht den Eindruck, dass sich die Bauarbeiter und der Maler beeilen mussten.

## Wandmalereien

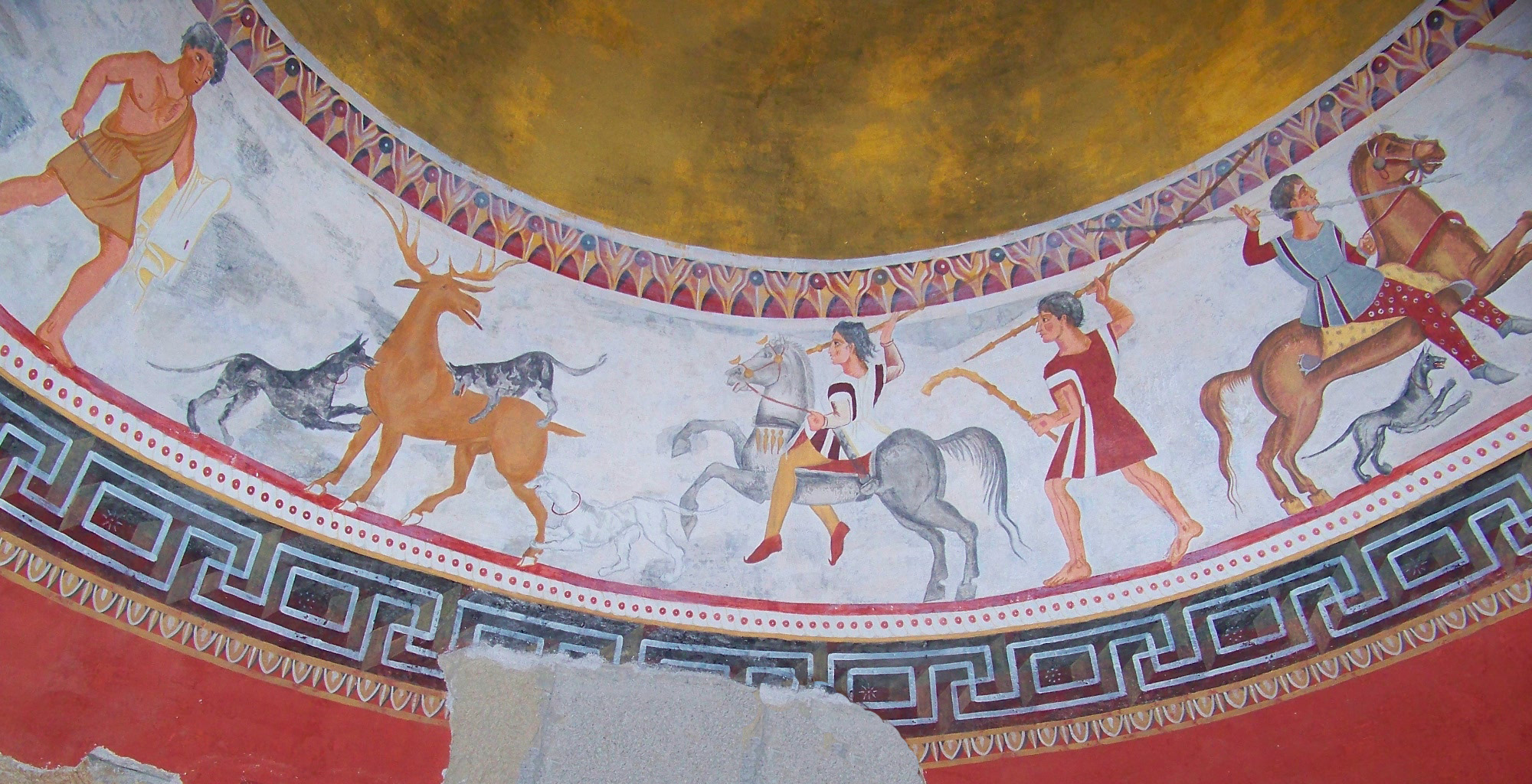
Jagdszenen

Das Grab in Alexandrowo gehört zu den größten Funden dieser Art. Einzigartig ist es aber durch seine Wandmalereien, die bis heute unvergleichlich sind. Die Malerei umfasst die rechteckige und die runde Kammer und einen kleinen Teil des Korridors. Jagd- und Kampfthemen sowie Szenen von einem Mahl nach einem Begräbnis wechseln sich mit Monochromstreifen und solchen mit Ornamentverzierung ab.
Am prächtigsten ist die runde Kammer verziert. Hier sind die Wandmalereien in sechs waagerechten Streifen mit unterschiedlicher Breite, übereinanderliegend, verteilt.
Der erste Fries, der ganz unten liegt, ist durch die Schatzgräbereinfälle schwer beschädigt worden. Dennoch sind gegenüber dem Eingang drei sitzende Figuren zu identifizieren. Die linke stellt einen bärtigen Mann dar, der seinen Kopf zur Seite dreht und zu der Dienerin blickte, die ihm einen Horn mit Wein serviert. An seiner Stuhllehne hängt ein Schwert. Rechts von ihm sitzen ein Mann und eine Frau, deren Hände aufeinander gelegt sind. Offensichtlich hat der Maler den Herrscher und seine Gattin dargestellt – das Thema und die Geste erinnern an das Mahl nach dem Begräbnis im Thrakergrab von Kasanlak. Weiter rechts ist eine stehende Figur eines zweiten Dieners zu sehen, der dem Herrscher einen goldenen Rithon überreicht. Vor den Tafelnden ist ein Tisch mit goldenen und silbernen Gefäßen zu sehen. Rechts von der Szene ist der Fries vernichtet, doch an einem großen erhaltenen Fragment kann man Abbildungen unterschiedlicher Gefäße identifizieren, die wahrscheinlich zum Interieur des Festraums gehörten.

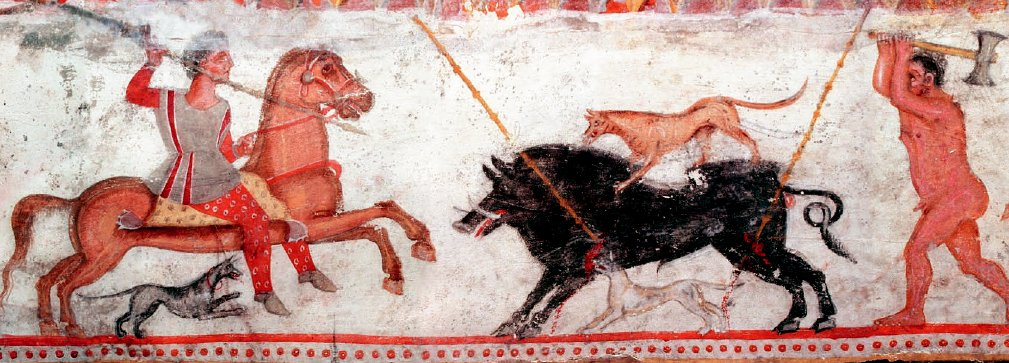
Die gesamte Jagdgruppe mit König

Über dem Begräbnismalfries gibt es einen Monochromstreifen, in Rot verziert. Gerade hier wurde einer der interessantesten und geheimnisvollsten Funde im Grab gemacht. Wieder dem Eingang gegenüber, in der Kammer über der Begräbnismalszene, ist durch einen spitzen Gegenstand eine Abbildung eines jungen Mannes in Profilansicht eingeschnitten. Über dem Porträt gibt es eine Inschrift mit griechischen Buchstaben, entziffert von Prof. Gerasimova als KODZIMASES HRESTOS. Nach ihrer Meinung ist das erste Wort ein Vorname thrakischer Herkunft, und das zweite Wort ist ein Beiname und bedeutet „begabt“, „geschickt“, „fähig“. Daher kann man diese Inschrift als KODZIMASES DER MEISTER deuten. Nach Georgi Kitow stellt das Graffito ein Selbstbildnis und ein Autogramm des Malers dar, der das Grab ausgemalt hat.
Über dem roten Streifen ist ein geometrischer Fries aus verbundenen schwarz-weißen Swastiken. Unten endet er durch eine ionische Kima und oben durch weißes Feld mit roten Punkten darin.
Gleich über ihm ist der besterhaltene figürliche Fries, auf dem Königjagdszenen abgebildet sind. Er ist nicht sehr hoch, nur 38 cm.
Die Jagd ist eines der bekanntesten Themen in der thrakischen Kunst. Sie ist an Dutzenden von Grabmälern, am Schmuck und unter anderem an Gefäßen zu sehen. In den Vorstellungen der Thraker kann die Weltordnung durch Sieg über die Chaosmächte aufgebaut werden. Durch den Sieg über den Erber, Verkörperung des Chaos, baut der Herrscher die Weltordnung auf und erwirbt einen neuen höheren Status.

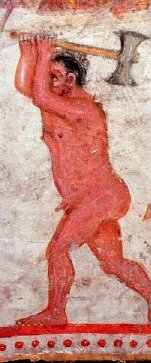
Ausschnitt des Königs auf der Grabmalereien

Auf einem weißen Grund sind vier Reiter abgebildet, flankiert von Fußsoldaten, die Eber und Hirsche angreifen. Sie reiten auf verschiedenfarbigen Pferden: grau, gelb, weiß und rot. Die ersten drei galoppieren nach links und nur der Reiter mit dem roten Pferd nach rechts. Der letzte ist über dem Steinbett abgebildet, und obwohl der Fries kreisförmig ist, trifft der zentrale Teil gerade auf den Blick des eintretenden Betrachters.
Der Fries ist ohne Anfang und Ende entlang der runden Kuppel gemalt. Er wird als Lebenszyklus des Königs gedeutet, zunächst als Jüngling und Fußsoldat, später als Reiter und danach als auferstandener Halbgott Zalmoxis mit der königlichen Doppelaxt. Danach schließt sich der Kreis wieder und er beginnt erneut als Jüngling.
Eine interessante Einzelheit des Architekturplans spricht dafür, dass eben der südliche Teil der runden Kammer und ihre Innenausstattung als zentral wahrgenommen werden soll. Die senkrechten Seiten des Eingangsrahmens sind nicht wie gewöhnlich rechteckig geschnitten, sondern schräg, sodass sie den Blick des Betrachters nach Süden lenken, auf das Bett und die Wandmalerei darüber. Hier ist wieder ein harmonischer Zusammenhang zwischen Architektur und Malerei vorhanden, ausführlich geplant, was an das Grab von Kasanlak erinnert.
Die Abbildungen der übrigen Reiter sind ebenso interessant. Sie sind in verschiedenfarbigen Kleidern angezogen, fallen die Tiere mit Speeren an und an ihren Gürteln hängen Schwerter. Die Fußsoldaten sind auch angezogen und fallen die Tiere mit verschiedenartigen Waffen an, von denen einige immer noch unbekannt sind. An der Jagd nehmen auch etwa zehn Hunde teil: schwarze, gelbe, weiße.
Wenn der Reiter auf dem roten Pferd der Herrscher sein sollte, wer sind dann die anderen drei, die auf dem Fries in der runden Kammer abgebildet sind? Logisch und visuell kann man vier separate Szenen unterscheiden, die unabhängig voneinander sind. Sehr wahrscheinlich hat der Maler nur den Herrscher in verschiedenen Momenten seines Daseins dargestellt. Möglich ist auch eine zweite, elementarere und laienhafte Deutung: Der König ist während der Jagd dargestellt, begleitet von seinen Mitkämpfern, Vertreter des thrakischen Adels.
Der Stil des Malers ist außergewöhnlich realistisch, die ganz kleinen Einzelheiten der Kleidung sind detailliert dargestellt, sowie die Waffen und die Pferde. Er ging ins Detail und stellte sogar die Nähte der Kleider dar.
Über dem Jagdfries ist ein Kimastreifen, der den Fries von dem oberen Teil der Kuppel abtrennt. Ursprünglich war er gelb, aber jetzt ist er fast grau, infolge natürlicher Alterungsprozesse. An der Kuppelspitze bildete der Schlüsselstein ein Feld mit der Form einer flachen Scheibe, auch gefärbt. Beim Bemalen ist die für die thrakischen Religionsvorstellungen typische Symbolik versteckt. Die Scheibe ist in vier Sektoren geteilt, die nicht gleich groß sind. Der südliche und der westliche sind größer und gefärbt – entsprechend in Rot und Schwarz. Die rote Farbe, nach Osten, symbolisiert den Sonnenaufgang, den Tag, die Sonne und das Leben und das Schwarze, nach Westen, den Sonnenuntergang, die Nacht, den Tod und die Unterwelt. Die beiden engeren Sektoren dazwischen bilden die Form einer Doppelaxt, ein königliches Symbol, das die Bedeutung des Baus deutlich macht.
Die Szenen von der runden Kammer zeigen den Weg des verstorbenen Herrschers und die Prüfungen und Heimsuchungen, die er überwinden muss, damit er seinen Status „Heroi“ (Halbgott) erwirbt. Das Erste, was der eintretende Betrachter sah, waren einige Kampfszenen am Ende des Korridors und der rechteckigen Kammer. Damit wollte der Maler die kriegerischen Heldentaten des Verstorbenen darstellen, als eine weitere Begründung seines Status.
Leider sind diese Abschnitte der Wandmalerei stark beschädigt. Die Details sind nicht zu erkennen, dennoch sind die Abbildungen klar genug, damit sie als ein Sujet gedeutet werden können. Eigentlich ist es sowohl im nördlichen und südlichen Gemälde im Korridor, als auch im Vorraum dasselbe Sujet: Der Herrscher reitet im Kampf gegen einen Fußsoldat. Nur an der südlichen Seite des Dromos kämpft er gegen zwei Fußsoldaten. Der eine steht aufrecht in voller Kampfausrüstung, mit einem Schwert in der rechten Hand ausholend. Der zweite kniet und reicht demütig dem angreifenden Reiter sein Schwert.
Der Mut und die kriegerischen Vorzüge des Herrschers sind auch durch die Wandmalerei an der nördlichen Korridorwand deutlich gemacht. Hier greift er bewaffnet mit einem Speer und einem großen runden Schild einen nackten Fußsoldat an, der panisch davon rennt, mit dem Kopf nach hinten gedreht.
Stark beschädigt sind auch die Wandmalereien in der rechteckigen Kammer. Im unteren Bereich waren die Wände schwarz bemalt. Waagerechte Streifen mit floralem Ornament, abgesondert oben und unten durch Kimareihen trennen die schwarzen Felder von dem roten Gewölbe der Kammer. In den trapezförmigen Felder der beiden Eingänge gab es Abbildungen, von denen nur eine teilweise erhalten ist: die nach Westen, zu der runden Kammer. Der obere Teil ist vernichtet. Hier kann man wieder einen Zweikampf zwischen einem Reiter und einem Fußsoldat sehen.
Die Wandmalereien im Grab von Alexandrowo sind das Werk eines begabten Malers, der wunderbar die malerische Technik beherrschte, und der die thrakische Wirklichkeit detailliert kannte. Diese Wandmalereien unterscheiden sich stark von den uns bekannten Wandmalereien im Thrakergrab von Kasanlak, die durch den für den Hellenismus typischen Stil bezeichnet werden, bei dem die Götter als Menschen dargestellt wurden und die Menschen vollendet und herrlich wie Götter.
Die Figuren in Alexandrowo sind unterschiedlich. Neben den Reitern sehen wir einen plumpen Riesen, der einen Edelhirsch anfällt, bewaffnet nur mit einem krummen thrakischen Messer. Ein nackter Dicker haut einen Eber nieder. Hunde schlürfen blutgierig Blut von den verletzten Tieren. Das sind Abbildungen von echten Wesen aus der realen Welt.
Die Grabmalerei ist eine außerordentlich wertvolle Quelle für die Rekonstruktion der thrakischen Wirklichkeit. Sie trägt eine umfangreiche Information über die Kleidung, die Ausrüstung und die Bewaffnung der Thraker, über die Nutzung der einzelnen Waffen, sowohl im Kampf, als auch während der Jagd. Die begonnene Restaurierung der Wandmalerei brachte neue, bisher unbekannte Einzelheiten der Abbildungen ans Tageslicht, die die bisherigen Informationen ergänzen werden.